# Agoussi Wabi
Agoussi Wabi, né vers 1898 à Porto-Novo au Dahomey (actuel Bénin), fusillé le 10 novembre 1941 près de Dakar, est un commerçant béninois, résistant en Afrique occidentale française.
Pendant la Seconde Guerre mondiale, peu après l'appel du général de Gaulle, Agoussi Wabi entre dès juin 1940 dans un réseau de résistance transmettant des renseignements aux Britanniques, et favorisant les actions des agents de la France libre et des agents britanniques. 
Après l'arrestation d'un agent qu'il a aidé, le réseau auquel il appartient est démantelé. Arrêté à son tour, il est condamné à mort pour complicité d'espionnage au profit des Alliés et fusillé par les vichystes, avec deux de ses camarades.
Il est compagnon de la Libération à titre posthume.

## Biographie

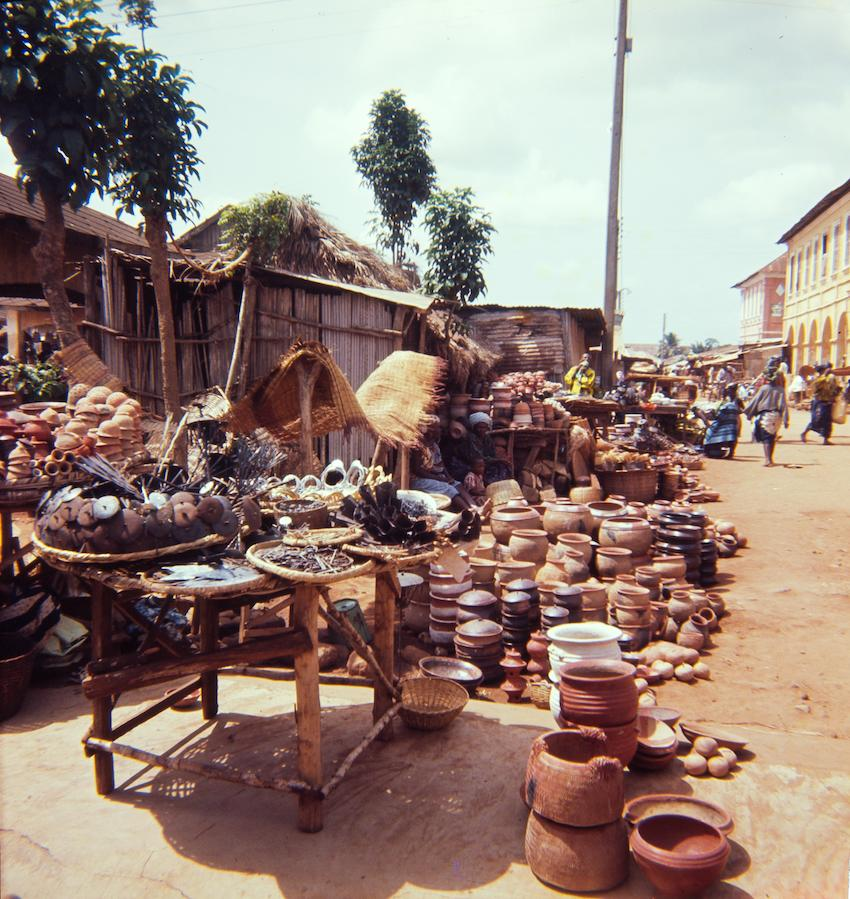
Porto-Novo où Agoussi Wabi est commerçant et entre dans la Résistance.

Agoussi Wabi naît vers 1898 ou en 1899 à Porto-Novo, dans la colonie française du Dahomey, en Afrique occidentale française.
De nationalité française, il est commerçant à Porto-Novo, sa ville natale. Marié, il est le père de trois enfants,.

### Résistance
Lorsque survient la Deuxième Guerre mondiale et la défaite militaire française en métropole, Agoussi Wadi est de ceux qui refusent la défaite et se conforment à l'appel de général de Gaulle à continuer le combat. Il s'engage très tôt dans la Résistance, dès juin 1940. Il rejoint dans la Résistance Albert Idohou qui est employé dans un commerce à Cotonou, près de Porto-Novo.

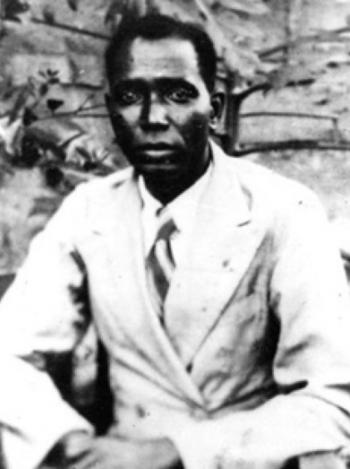
Son camarade de Résistance Albert Idohou.

Idohou et lui transmettent des renseignements militaires aux Britanniques. Ils s'occupent aussi de l'accueil et de l'assistance à des agents de la France Libre,. 
Il aide également Aloysius Odervole qui les rejoint dans le réseau. C'est un garde-frontière de nationalité britannique, chargé d'une mission de renseignement sur les allées et venues des avions allemands. 
Agoussi Wabi facilite la mission d'Odervole sur le plan logistique, en lui procurant les papiers d'identité français nécessaires à sa mission. Il l'héberge chez lui et lui fournit des vêtements traditionnels africains.
Mais leurs activités clandestines sont découvertes. Aloysius Odervole est arrêté par les forces vichystes le 25 octobre 1940 à Cotonou, dans un bar. Le réseau d'Agoussi Wabi et Albert Idohu est alors démantelé.

### Arrestation, exécution
Agoussi Wabi est arrêté à son tour, suspecté d'espionnage ou de complicité d'espionnage. Il est traduit devant le tribunal militaire permanent de l'Afrique occidentale française, siégeant à Dakar, actuelle capitale du Sénégal.
Il est condamné à mort le 5 août 1941 pour complicité d’espionnage,, pour avoir aidé un agent de la France libre à accomplir sa mission. Il est condamné en même temps que ses camarades de réseau Aloysius Odervole et Albert Idohou, par le tribunal militaire,.
Agoussi Wabi est fusillé le 10 novembre 1941 à Dakar, sur le champ de tir de Fann, avec ses deux camarades,.

### Postérité
Il est fait compagnon de la Libération à titre posthume, par le décret du 14 novembre 1944,.
Plusieurs ouvrages ont parlé de la condamnation et de l'exécution d'Agoussi Wabi et de ses camarades comme étant liée à l'opération de Dakar, mais il est désormais établi que c'est pour leur activité de résistance postérieure à cette opération qu'ils ont été condamnés. Patrick Girard en parle comme de « héros bien oubliés ».
Il n'existe pas de portrait connu représentant Agoussi Wabi. L'ordre de la Libération a lancé un appel pour trouver sa photographie et celle de dix-huit autres compagnons « sans visage »,.

## Décorations

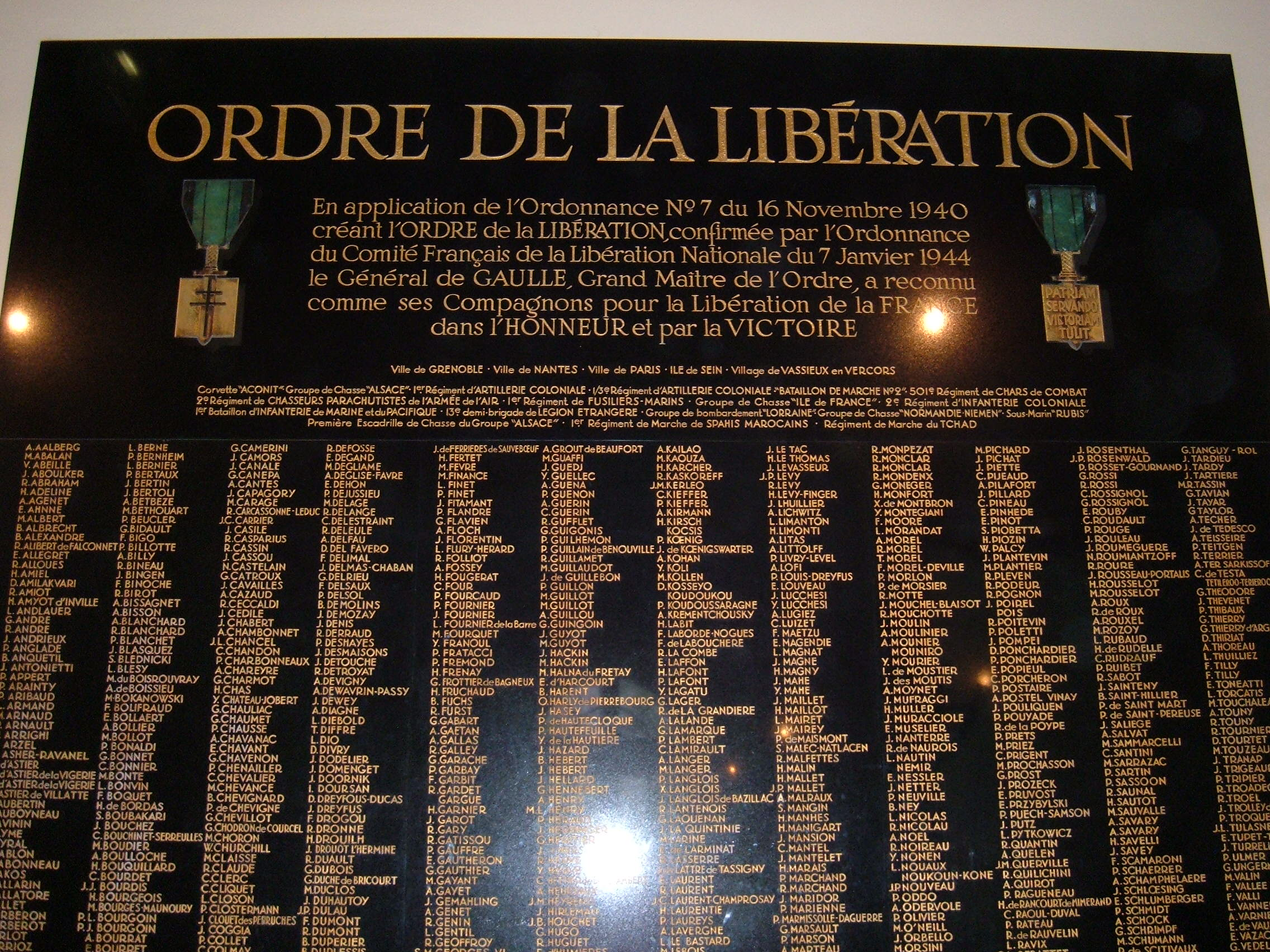
Le nom « » est inscrit sur la plaque en hommage aux Compagnons, musée de l'Armée, Paris.

- Compagnon de la Libération à titre posthume par décret du 14 novembre 1944[8]
- Croix du combattant volontaire de la Résistance